# دوروارد نولز
سِر دوروارد  راندولف نولز (انگلیسی: Durward Knowles; ۲ نوامبر ۱۹۱۷ – ۲۴ فوریهٔ ۲۰۱۸) یک دریانورد و قهرمان المپیک  اهل باهاما بود.
از افتخارات وی میتوان به کسب مدال طلا قایقرانی بادبانی در بازی‌های المپیک تابستانی ۱۹۶۴ و مدال برنز در بازی‌های المپیک تابستانی ۱۹۵۶ اشاره کرد.
وی که در فوریه ۲۰۱۸ درگذشته است در زمان مرگ با ۱۰۰ سال سن پیرترین ورزشکار مدل‌آور المپیک محسوب میشده است.